# 앨빈과 슈퍼밴드
앨빈과 슈퍼밴드(영어: Alvin and the Chipmunks 앨빈 앤드 더 치프멍크스[*])는 1958년 로스 배그더세리언이 창작한 다람쥐 캐릭터들로 구성된 가상의 음악 그룹이다. 많은 앨범 외에도 인형극, 애니메이션 프로그램, 영화 등도 제작되고 있다.

## 출연 작품

### 애니메이션
- 《앨빈 쇼》 (1961년 - 1962년)
- 《앨빈과 슈퍼밴드》 (1983년 - 1990년)
- 《앨빈과 슈퍼밴드》 (2015년 - 현재)